# Thomas Wallgren
Thomas Wallgren, född 28 februari 1958 i Helsingfors, är en finländsk filosof och medborgaraktivist. 
Wallgren innehade olika forskartjänster vid Finlands Akademi 1993–2004 samt blev filosofie doktor 1996, universitetslektor i filosofi vid Helsingfors universitet 2001 samt professor i filosofi 2019. Han har engagerat sig i frågan om filosofins praktiska betydelse i samhällslivet. I sitt tänkande ansluter han sig till Ludwig Wittgenstein och Jürgen Habermas. Hans viktigaste filosofiska verk är Transformative Philosophy: Socrates, Wittgenstein, and the Democratic Spirit of Philosophy (2006). 
Politiskt företräder Wallgren en framstegskritik i Mahatma Gandhis anda. Han har varit engagerad i procentrörelsen, i miljörörelsen, bland annat den så kallade Koijärvirörelsen vid början av 1980-talet, liksom också i motståndet mot Finlands EU-medlemskap. Han har också framfört kritik mot finländska företags verksamhet i Sydostasien. 

## Senaste publikationer
- Preface, in Niiniluoto and T. Wallgren (eds.): On the Human Condition. Philosophical Essays in Honour of the Centennial Anniversary of Georg Henrik von Wright, 463 pp. Fasc. XCIII (2017): ISBN 978-951-9264-86-8, Helsinki 2017.
- “Wittgenstein's Modernist Political Philosophy”. In Anat Matar (ed), Wittgenstein and Modernism, Bloomsbury, London and New York. 2017.
- "Introduction" (with J. Backström, H, Nykänen and N. Toivakainen), in The Moral Foundations of Philosophy of Mind, eds. J. Backström, H, Nykänen, N. Toivakainen and T. Wallgren, 2019.
- "Mind and Moral Matter: On how to get right the getting it right issue in the philosophy of mind" in The Moral Foundations of Philosophy of Mind, eds. J. Backström, H, Nykänen, N. Toivakainen and T. Wallgren, 2019
- "Habermas in Finnland", with R. Huttunen and A. Laitinen in Luca Corchia, Stefan Müller-Doohm und William Outhwaite (hrsg), Habermas Global. Eine mondiale Wirkungsgeschichte, Suhrkamp, Frankfurt am Main. 2019.
- "Queer scepticism, Socrates, Sextus Empiricus and Wittgenstein". In António Marques & Rui Bertrand Romão (eds.) Wittgenstein and the Sceptical Tradition, Bern, Berlin, Bruxelles, Frankfurt am Main, New York, Oxford, Wien, Peter Lang, 2020.
- Wallgren, Thomas: "After Sustainability: Modernity, Freedom and Reason in the Age of Climate Alarmism", In Crisis and Critique: Philosophical Analysis and Current Events (eds.Edited by: Anne Siegetsleitner , Andreas Oberprantacher , Marie-Luisa Frick and Ulrich Metschl Volume 28 in the series Publications of the Austrian Ludwig Wittgenstein Society – New Series. https://doi.org/10.1515/9783110702255, 2021.
- Thomas Wallgren and Niklas Toivakainen: The Question of Technology: From Noise to Reflection, In, Heikkurinen, Pasi and Ruuska, Toni (eds.) Sustainability Beyond Technology, Oxford University Press 2022
- "Inledning" in Joel Backström and Thomas Wallgren (eds.), Den okände von Wright. Tidskritik och andra texter av Georg Henrik von Wright 1926–1997, SLS/Appell, 2023, also published as e-book.
- "Introduction" in T. Wallgren (ed) The Creation of Wittgenstein: Understanding the roles of Rush Rhees, Elizabeth Anscombe and Georg Henrik von Wright, London: Bloomsbury Academic, 2023.
- "Unearthing the Socratic Wittgenstein", in Understanding the roles of Rush Rhees, Elizabeth Anscombe and Georg Henrik von Wright, in T. Wallgren (ed.) The Creation of Wittgenstein: Understanding the roles of Rush Rhees, Elizabeth Anscombe and Georg Henrik von Wright, London: Bloomsbury Academic, 2023.
- "Introduction" in Thomas Wallgren, Uddhab Pyakurel, Catalina Revollo Pardo and Teivo Teivainen (ed.s) Challenging Authoritarian Capitalism: The Transformative Power of the World Social Forum (Routledge 2023).
- "Complexity, Technology and the Future of Transformative Politics", with Ritu Priya and Vijay Pratap, published in Thomas Wallgren, Uddhab Pyakurel, Catalina Revollo Pardo and Teivo Teivainen (ed.s) Challenging Authoritarian Capitalism: The Transformative Power of the World Social Forum (Routledge 2023)
- "Nato-jäsenyys olisi eettisesti väärin" - Kosmopolis Vol 53 Nro 1 (2023), ss. 80 - 84.
- "The Heart of the Heart: Wittgenstein's place in political theory", in L. Rasiński, A. Biletzki, L. Koczanowicz, A. Pichler, and T. Wallgren (eds); Wittgenstein and Democratic Politics,Routledge Studies in Twentieth-Century Philosophy, 2024.
- "Conclusion: Philosophy and / or Politics: Learning from Engagement with Wittgenstein" (co-authored with Anat Biletzki), in L. Rasiński, A. Biletzki, L. Koczanowicz, A. Pichler, and T. Wallgren (eds); Wittgenstein and Democratic Politics,Routledge Studies in Twentieth-Century Philosophy, 2024.